# Казанская церковь (Иваново)
Храм Каза́нской ико́ны Бо́жией Ма́тери (Казанская церковь) — православный храм в Иванове. Принадлежит к Иваново-Вознесенской епархии Русской православной церкви. Памятник градостроительства и архитектуры федерального значения.

## История
Изначально здание Казанской церкви на берегу Уводи было построено как ситценабивная фабрика крестьянином Осипом Степановичем Соковым, который, изучив текстильное дело на фабрике Христиана Лимана в Шлиссельбурге, вернулся в родное село Иваново (сейчас — город Иваново) и решил организовать собственную фабрику. Несмотря на то, что дела у фабрики шли благополучно, из-за смерти сначала Осипа Степановича, а затем и его брата Андрея Степановича, унаследовавшего фабрику, уже в 1801 году она была продана фабриканту Михаилу Ивановичу Ямановскому. Как глава старообрядческой общины он принял решение перестроить здание в молельный дом. В 1810 году это было сделано по проекту архитектора Гауденцио Маричелли; в ходе перестройки к зданию был пристроен алтарь и оборудована богадельня на третьем этаже.
В связи с тем, что Владимирская духовная консистория отказывала в просьбах об освящении молельного дома как храма, до 1860-х годов богослужения здесь шли тайно. Из-за перехода в единоверие многих членов общины старообрядцев, включая Ямановского, в 1830—1840-е годы на повестке дня стоял даже вопрос о закрытии молельного дома.

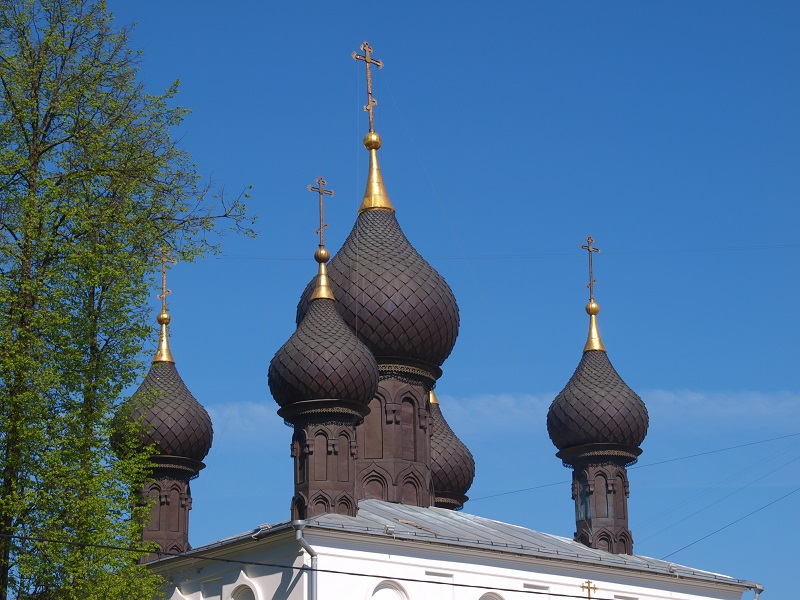
Купола Казанской церкви

В 1901—1903 годы в здании прошёл ремонт, после окончания которого молитвенный дом освятили в честь Святой Троицы. Уже через два года после этого изданный 17 апреля 1905 года «Указ Об укреплении начал веротерпимости» дал старообрядцам официальное признание. Ещё в течение двух лет здание молельного дома перестраивалось в церковь по проекту архитектора Петра Бегена: для того, чтобы возвести купола над храмом, был надстроен чердак. По окончании работ церковь была освящена в честь иконы Казанской Божией Матери.
В 1910 году на пожертвование купца Н. И. Куражева вокруг храма была возведена ограда по проекту архитектора Снурилова.
4 февраля 1930 года церковь была закрыта, здание перепрофилировали частично под жилые помещения, частично под клуб милиции. В дальнейшем долгие годы здание использовалось как жилой дом. Ограду, звонницу и купола сломали, металлические решётки ограды использовали при организации ограды вокруг расположенной на Рабфаковской улице школы № 55.
В 1991 году здание было передано Русской православной церкви, и здесь снова был открыт храм.

## Духовенство
- Настоятель храма — протоиерей Василий Львов
- Протоиерей Александр Сорокин исполняющий обязанности настоятеля храма
- Иеромонах Алипий (Хорев)[4]